# Institut équestre national d'Avenches
Pour les articles homonymes, voir Iéna (homonymie).
L'Institut équestre national d'Avenches (IENA) est un institut de Suisse.

## Histoire
Inauguré le 18 septembre 1999 à la suite de la restructuration du haras national datant du 12 décembre 1994, il est consacré au développement des activités hippiques en Suisse. L'institut organise ou héberge une trentaine de manifestations annuelles en plus de la centaine de courses organisées dans le cadre du PMU romand, couvrant toutes les disciplines du sport hippique. L'institut est une société suisse reconnue société à but d'utilité publique. 

## Bâtiments

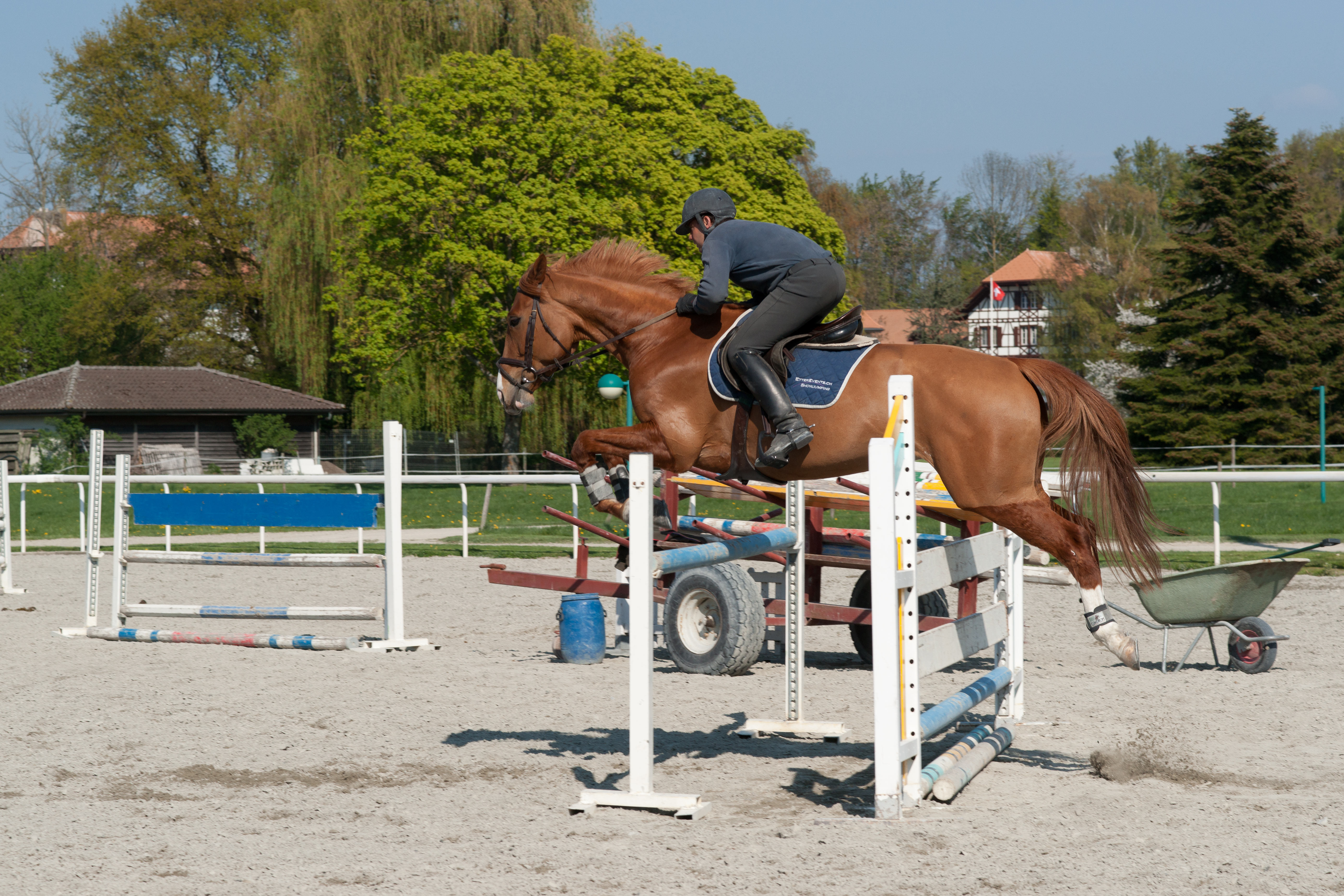
entraînement au saut d'obstacle à l'IENA

L'institut est formé d'un manège avec une sphère d'évolution et 1 000 places assises ainsi que d'un site d'échauffement et d'un restaurant qui encadrent les installations sanitaires et techniques du Haras national.